# Bert (Allier)
Bert és un municipi francès, situat al departament de l'Alier i a la regió d'Alvèrnia-Roine-Alps. L'any 2007 tenia 269 habitants.

## Demografia

### Població
El 2007 la població de fet de Bert era de 269 persones. Hi havia 120 famílies de les quals 32 eren unipersonals (4 homes vivint sols i 28 dones vivint soles), 40 parelles sense fills, 32 parelles amb fills i 16 famílies monoparentals amb fills.
La població ha evolucionat segons el següent gràfic:
Habitants censats

### Habitatges
El 2007 hi havia 213 habitatges, 120 eren l'habitatge principal de la família, 50 eren segones residències i 43 estaven desocupats. 212 eren cases i 1 era un apartament. Dels 120 habitatges principals, 85 estaven ocupats pels seus propietaris, 29 estaven llogats i ocupats pels llogaters i 6 estaven cedits a títol gratuït; 5 tenien dues cambres, 15 en tenien tres, 40 en tenien quatre i 60 en tenien cinc o més. 84 habitatges disposaven pel capbaix d'una plaça de pàrquing. A 58 habitatges hi havia un automòbil i a 45 n'hi havia dos o més.

### Piràmide de població
La piràmide de població per edats i sexe el 2009 era:
| Homes | Edats   | Dones |
| ----- | ------- | ----- |
| 0     | 95 o +  | 0     |
| 0     | 90 a 94 | 4     |
| 0     | 85 a 89 | 0     |
| 0     | 80 a 84 | 4     |
| 4     | 75 a 79 | 12    |
| 16    | 70 a 74 | 16    |
| 12    | 65 a 69 | 12    |
| 16    | 60 a 64 | 0     |
| 8     | 55 a 59 | 20    |
| 12    | 50 a 54 | 8     |
| 16    | 45 a 49 | 8     |
| 0     | 40 a 44 | 4     |
| 12    | 35 a 39 | 8     |
| 4     | 30 a 34 | 8     |
| 16    | 25 a 29 | 0     |
| 4     | 20 a 24 | 12    |
| 4     | 15 a 19 | 12    |
| 0     | 10 a 14 | 4     |
| 16    | 5 a 9   | 8     |
| 0     | 0 a 4   | 4     |

## Economia
El 2007 la població en edat de treballar era de 162 persones, 101 eren actives i 61 eren inactives. De les 101 persones actives 78 estaven ocupades (46 homes i 32 dones) i 23 estaven aturades (14 homes i 9 dones). De les 61 persones inactives 31 estaven jubilades, 9 estaven estudiant i 21 estaven classificades com a «altres inactius».

### Ingressos
El 2009 a Bert hi havia 123 unitats fiscals que integraven 289 persones, la mediana anual d'ingressos fiscals per persona era de 11.708 €.

### Activitats econòmiques
Dels 14 establiments que hi havia el 2007, 2 eren d'empreses de fabricació d'altres productes industrials, 4 d'empreses de construcció, 1 d'una empresa de comerç i reparació d'automòbils, 2 d'empreses d'hostatgeria i restauració, 2 d'empreses immobiliàries i 3 d'empreses de serveis.
Dels 3 establiments de servei als particulars que hi havia el 2009, 1 era un paleta, 1 guixaire pintor i 1 restaurant.
L'any 2000 a Bert hi havia 24 explotacions agrícoles que ocupaven un total de 1.316 hectàrees.

## Equipaments sanitaris i escolars
El 2009 hi havia una escola elemental integrada dins d'un grup escolar amb les comunes properes formant una escola dispersa.

## Poblacions més properes
El següent diagrama mostra les poblacions més properes.